# Robert Huber
Robert Huber (ur. 20 lutego 1937 w Monachium) – niemiecki biochemik, laureat Nagrody Nobla.

## Życiorys
Był najstarszym dzieckiem Sebastiana i Heleny Huber. Jego ojciec był kasjerem w banku, a matka prowadziła dom i zajmowała się dziećmi: Robertem i jego młodszą siostrą.
W latach 1947–1956 chodził do humanistycznego gimnazjum, gdzie duży nacisk położony był na naukę łaciny i greki, zaś chemia była przedmiotem fakultatywnym, wykładanym przez kilka godzin w miesiącu. W 1956 roku podjął studia na Uniwersytecie Technicznym w Monachium, które ukończył w 1960. Stypendium Bawarskiego Ministerstwa Kultury i Nauki pozwoliło mu pozostać na uczelni i prowadzić badania nad stosowaniem krystalografii do określania budowy i struktury związków organicznych.
W 1971 roku został kierownikiem Instytutu Biochemii im. Maxa Plancka w Martinsried pod Monachium, pracował tam do marca 2005, zajmując się głównie rozwiązywaniem struktur białek za pomocą technik rentgenostrukturalnych
W 1988 roku otrzymał wraz z Johannem Deisenhoferem i Hartmutem Michelem nagrodę Nobla w dziedzinie chemii za wyznaczenie trójwymiarowej struktury centrum reakcji fotosyntezy u bakterii. W 1993 otrzymał Pour le Mérite za Naukę i Sztukę. W 2014 został doktorem honoris causa Uniwersytetu Jagiellońskiego. 

## Życie prywatne
W 1960 ożenił się z Christą Essig, z którą miał czworo dzieci.